# West Pennington (Dakota del Sur)
West Pennington es un territorio no organizado ubicado en el condado de Pennington en el estado estadounidense de Dakota del Sur. En el Censo de 2010 tenía una población de 1647 habitantes y una densidad poblacional de 1,19 personas por km².

## Geografía
West Pennington se encuentra ubicado en las coordenadas 43°59′41″N 103°44′53″O / 43.99472, -103.74806. Según la Oficina del Censo de los Estados Unidos, West Pennington tiene una superficie total de 1389.56 km², de la cual 1384.78 km² corresponden a tierra firme y (0.34%) 4.77 km² es agua.

## Demografía
Según el censo de 2010, había 1647 personas residiendo en West Pennington. La densidad de población era de 1,19 hab./km². De los 1647 habitantes, West Pennington estaba compuesto por el 95.08% blancos, el 0.06% eran afroamericanos, el 1.94% eran amerindios, el 0.3% eran asiáticos, el 0% eran isleños del Pacífico, el 1.34% eran de otras razas y el 1.28% pertenecían a dos o más razas. Del total de la población el 3.52% eran hispanos o latinos de cualquier raza.